# Daisuke Yoshimitsu
Daisuke Yoshimitsu (født 21. februar 1993) er en japansk fodboldspiller, som spiller for den japanske fodboldklub Renofa Yamaguchi FC.